# ピコ島

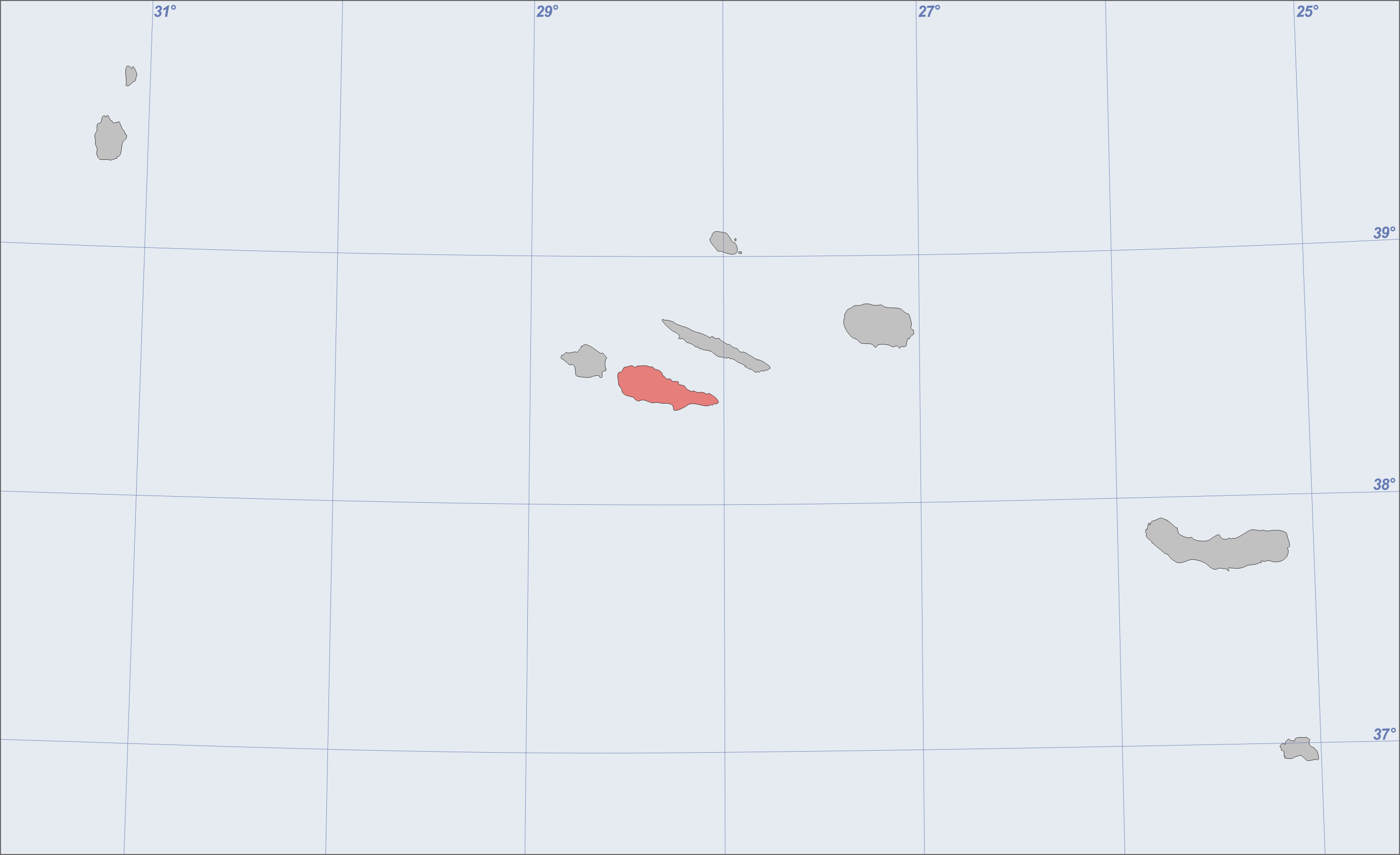
ピコ島の位置

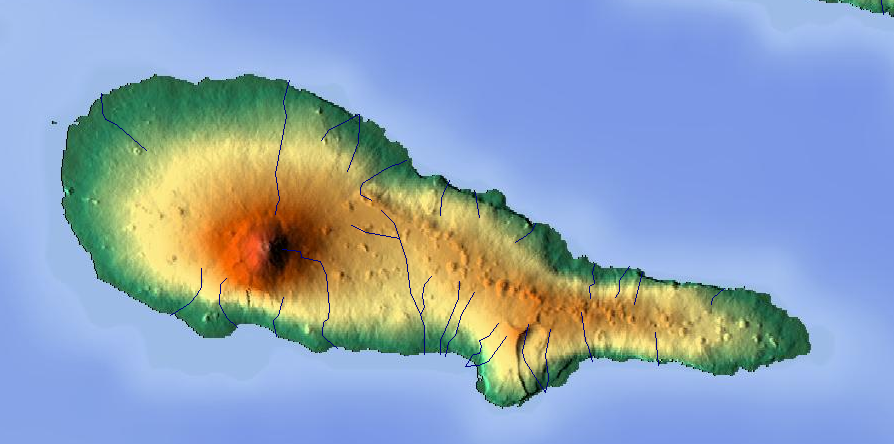
ピコ島の地形図

ピコ島（ぴことう、ポルトガル語: Ilha do Pico）はポルトガルの最高峰の火山のピコ山で知られるアゾレス諸島の島。ポルトガル領。中部群島に属し、アゾレス諸島第2の面積をもつ。島の首府はマダレナ。面積は446km2。島内の人口は約1万5千人。

## 地理

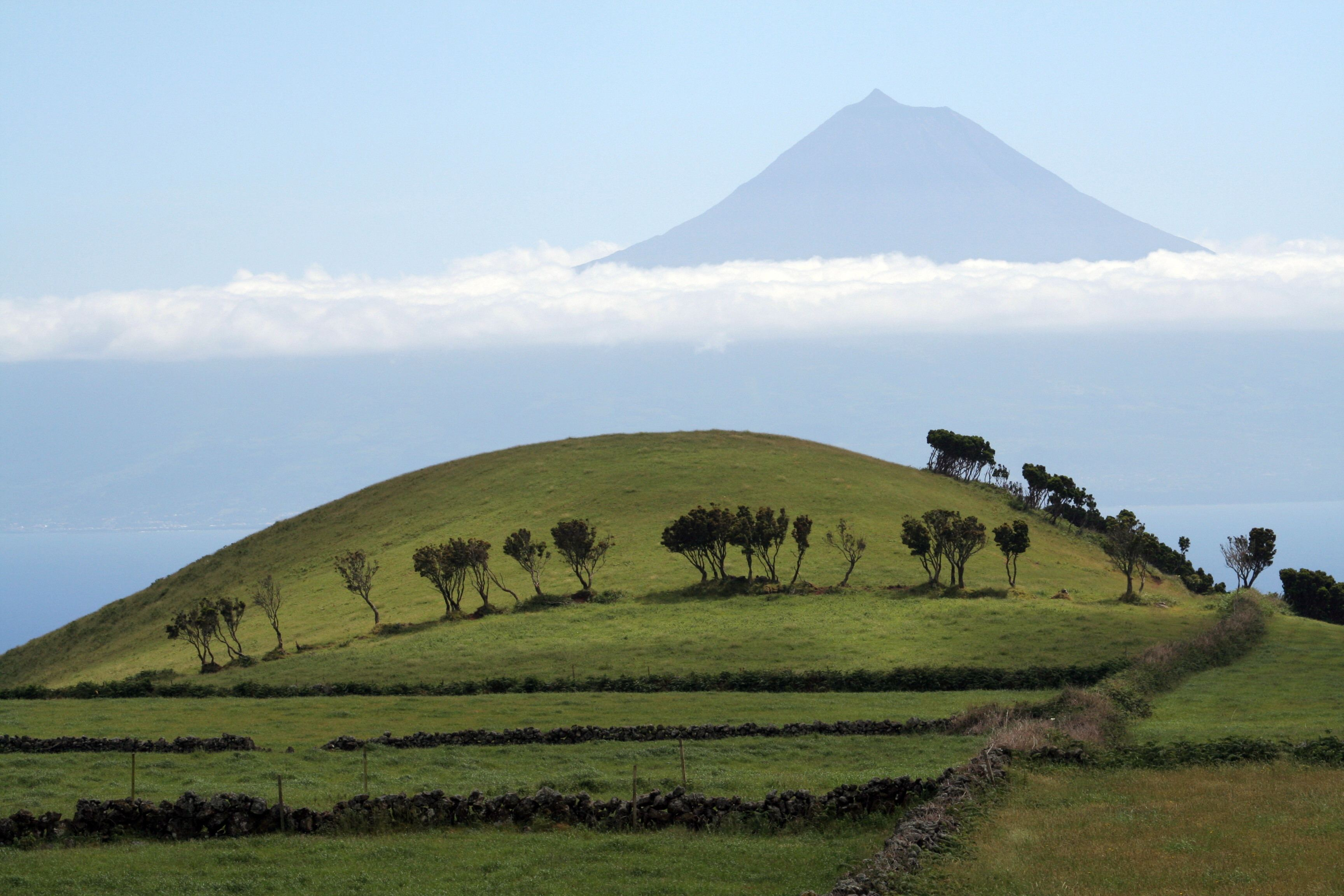
ピコ島の成層火山ピコ山の風景

ピコ島はアゾレス諸島のサンジョルジェ島から南に17.5km、ファイアル島から東に7kmに位置する。島は全体に細長く、長さ42km、幅はもっとも広いところでは15kmになる。火山島であり、地形は急峻である。
ピコ山は島の南西部に位置し、標高は2,351mでポルトガルの最高地点である。成層火山である。最後に観察された噴火は1963年のものである。著名な噴火には、1562年から1564年にかけての噴火、1718年および1720年の噴火がある。これらの噴火による溶岩流の跡は、10km以上に達し、現在でも見ることができる。
湿地とセカ湖などの湖・池が多い島東部の高原の一部はタシギ、ヤマシギなどの生息地で、2008年にラムサール条約登録地となった。
1980年まで捕鯨基地として使われていた。アゾレス諸島は大西洋の大陸棚の縁に位置し、水深の深いところに近かったため、漁業基地に好適であったためである。また、15世紀以降はブドウ栽培も行われ、海岸一帯に石垣に囲まれたブドウ園、古い住宅、ワインセラー、風車、教会、港湾とイチジク林の風景は随所に見られる。現在の主な産業は、観光業、漁業、造船、ワイン製造である。ピコ島で産するワインは、ピコ・ワイン（Vinho do Pico）としてポルトガル政府の原産地統制（VLQPRD）の対象であり、優れた品質で知られる。
主な集落は、マダレナ、サンロッケ・ド・ピコ、ラジェス・ド・ピコである。

### 気候
海洋性気候であり、冬季温暖で夏季冷涼な地中海性気候である。
| ピコ島の気候              | ピコ島の気候  | ピコ島の気候  | ピコ島の気候  | ピコ島の気候 | ピコ島の気候 | ピコ島の気候 | ピコ島の気候 | ピコ島の気候 | ピコ島の気候 | ピコ島の気候  | ピコ島の気候  | ピコ島の気候  | ピコ島の気候   |
| 月                        | 1月           | 2月           | 3月           | 4月          | 5月          | 6月          | 7月          | 8月          | 9月          | 10月          | 11月          | 12月          | 年             |
| ------------------------- | ------------- | ------------- | ------------- | ------------ | ------------ | ------------ | ------------ | ------------ | ------------ | ------------- | ------------- | ------------- | -------------- |
| 平均最高気温 °C （°F）    | 16.0 (60.8)   | 15.6 (60.1)   | 16.1 (61)     | 17.0 (62.6)  | 18.7 (65.7)  | 21.0 (69.8)  | 23.6 (74.5)  | 24.8 (76.6)  | 23.8 (74.8)  | 21.0 (69.8)   | 18.5 (65.3)   | 17.0 (62.6)   | 19.4 (66.9)    |
| 日平均気温 °C （°F）      | 13.9 (57)     | 13.3 (55.9)   | 13.8 (56.8)   | 14.6 (58.3)  | 16.1 (61)    | 18.3 (64.9)  | 20.7 (69.3)  | 21.9 (71.4)  | 21.0 (69.8)  | 18.6 (65.5)   | 16.3 (61.3)   | 14.9 (58.8)   | 16.9 (62.4)    |
| 平均最低気温 °C （°F）    | 11.8 (53.2)   | 11.1 (52)     | 11.6 (52.9)   | 12.2 (54)    | 13.6 (56.5)  | 15.7 (60.3)  | 17.9 (64.2)  | 19.0 (66.2)  | 18.2 (64.8)  | 16.2 (61.2)   | 14.2 (57.6)   | 12.8 (55)     | 14.5 (58.1)    |
| 降水量 mm （inch）        | 122.0 (4.803) | 107.0 (4.213) | 103.0 (4.055) | 67.0 (2.638) | 57.0 (2.244) | 46.0 (1.811) | 35.0 (1.378) | 48.0 (1.89)  | 83.0 (3.268) | 113.0 (4.449) | 119.0 (4.685) | 112.0 (4.409) | 1,012 (39.843) |
| 出典："climate-data.org", |               |               |               |              |              |              |              |              |              |               |               |               |                |

## 交通

### 空港
- ピコ空港（英語版）

## 世界遺産
15世紀以来続く伝統的なピコ島の農業景観は、2004年、「ピコ島のブドウ畑文化の景観」としてユネスコの世界遺産に登録された。
溶岩を積み上げた伝統的な石垣で風を除け、溶岩の割れ目に苗木を植えて地面にはわせる。収穫は手作業で、果汁の絞り出しは足踏みによる。

### 登録基準
この世界遺産は世界遺産登録基準のうち、以下の条件を満たし、登録された（以下の基準は世界遺産センター公表の登録基準からの翻訳、引用である）。
- (3) 現存するまたは消滅した文化的伝統または文明の、唯一のまたは少なくとも稀な証拠。
- (5) ある文化（または複数の文化）を代表する伝統的集落、あるいは陸上ないし海上利用の際立った例。もしくは特に不可逆的な変化の中で存続が危ぶまれている人と環境の関わりあいの際立った例。

## ギャラリー

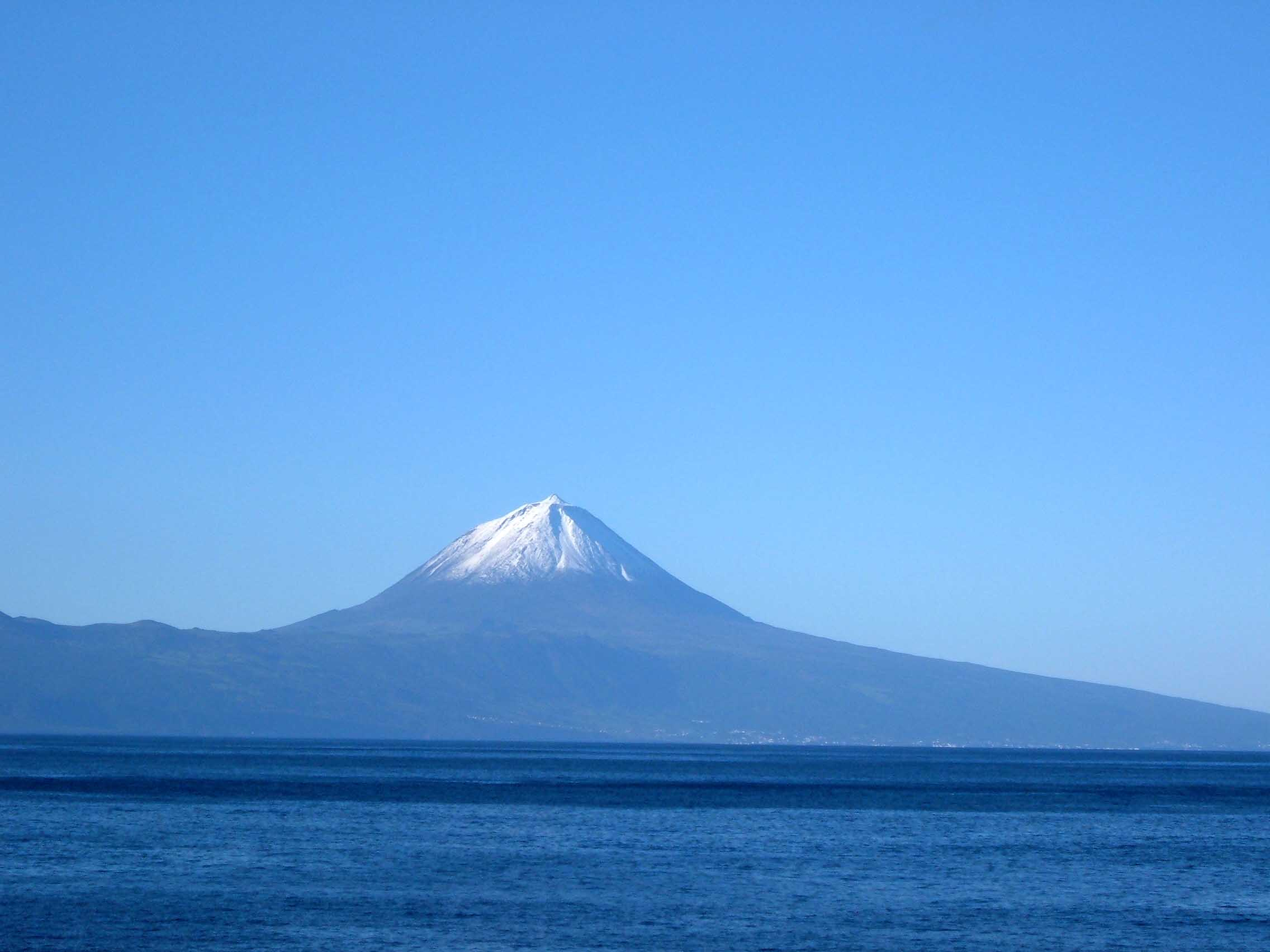
雪を頂いたピコ山
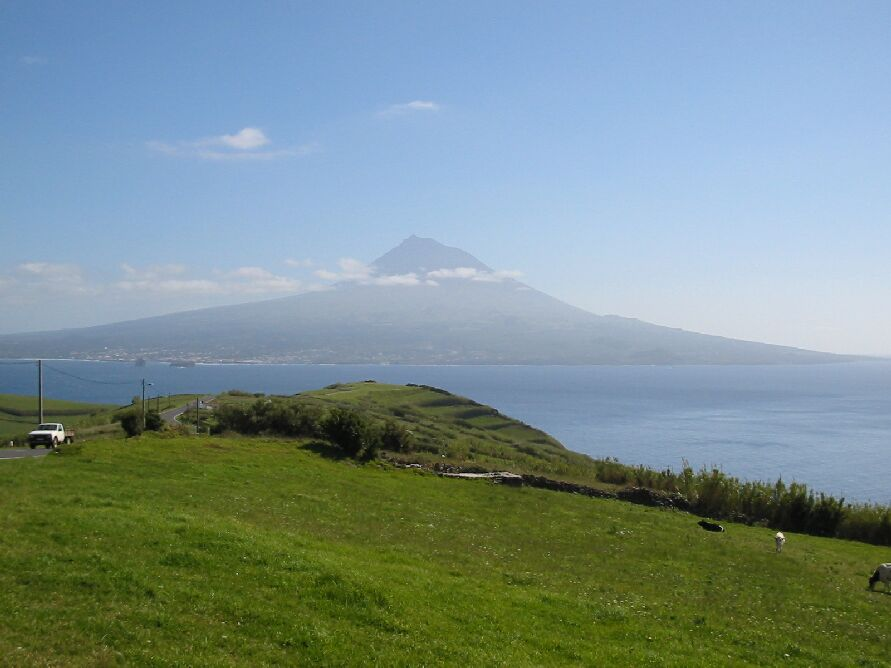
ファイアル島から望むピコ島